# Esafluoroplatinato di diossigenile
L'esafluoroplatinato di diossigenile  è il composto inorganico con formula O2PtF6. In condizioni normali il composto è un solido paramagnetico di colore rosso, che contiene l'inusuale catione diossigenile O2+, mentre nell'anione PtF6– il platino è nello stato di ossidazione inusuale +5.

## Storia
Questo composto è stato il primo a contenere il catione diossigenile, O2+. Fu sintetizzato per la prima volta nel 1962 da Neil Bartlett facendo reagire ossigeno e PtF6. La riuscita della reazione suggerì a Neil Bartlett di tentare analoga reazione usando il gas nobile xeno al posto dell'ossigeno, dato che i potenziali di prima ionizzazione di xeno e ossigeno sono simili (sono rispettivamente 12,13 e 12,2 eV). Fu così preparato l'esafluoroplatinato di xeno, dimostrando che anche i gas nobili potevano formare composti chimici.

## Sintesi
L'esafluoroplatinato di diossigenile si prepara per reazione diretta tra ossigeno e PtF6; quest'ultimo è uno dei più forti ossidanti noti.
{\displaystyle {\ce {O2 + PtF6 -> [O2]+[PtF6]-}}}
Alternativamente l'esafluoroplatinato di diossigenile si può ottenere passando una miscela di ossigeno e fluoro su una spugna di platino a 450 ºC.

## Struttura
L'esafluoroplatinato di diossigenile cristallizza a bassa temperatura nel sistema romboedrico; la struttura è isomorfa con quella dell'esafluoroplatinato(V) di potassio, KPtF6. A temperatura più elevata O2PtF6 ha una forma cubica che risulta isomorfa con KSbF6. Nella forma cubica l'ottaedro [PtF6]− è leggermente compresso lungo l'asse di rotazione ternario rivolto verso il catione O2+. Ogni catione O2+ risulta circondato da 12 atomi fluoro.

## Reattività
L'esafluoroplatinato di diossigenile è un composto stabile; scaldato oltre 90 ºC sublima sotto vuoto senza decomporsi. È stato usato per ottenere altri composti di Pt(V) come KPtF6, ClF3⋅PtF6 e IF5⋅PtF6.